# Dolmel Wrocław (kolarstwo)
Dolmel Wrocław – polski klub kolarski z siedzibą we Wrocławiu.
Trenerami w klubie byli Leonard Rudnicki, Józef Grundmann (wcześniej jeździli w parze na torze), Mieczysław Żelaznowski.